# Alfred Pawlitzki
Alfred Pawlitzki war ein deutscher Fußballspieler.

## Karriere

### Vereine
Der Mittelstürmer Alfred Pawlitzki begann seine Karriere bei der Breslauer SpVgg 02 in der seinerzeit erstklassigen Gauliga Schlesien; dort zählte er gemeinsam mit Fritz Langner zu den Leistungsträgern. Zu Beginn des Zweiten Weltkrieges zur Wehrmacht eingezogen, wurde er im Jahr 1941 im Dienstgrad Oberfeldwebel nach Liegnitz zum dort ansässigen WSV Liegnitz abgeordnet. Nach dem Ende des Zweiten Weltkrieges wechselte er gemeinsam mit Fritz Langner zum lippischen TSV Detmold, für den er zunächst in der drittklassigen Landesliga Westfalen zum Einsatz gekommen ist. Am Saisonende 1949/50 ging er mit seiner Mannschaft als Sieger der Gruppe 2 hervor. Das anschließende in Hin- und Rückspiel ausgetragene Finale um die Westfalenmeisterschaft gegen den VfB 03 Bielefeld – Sieger der Gruppe 1 – gewann er mit seiner Mannschaft im Gesamtergebnis mit 5:1. Im selben Jahr gewann der TSV Detmold auch die Westdeutsche Amateurmannschaft vor dem SG Düren 99. Mit dem Aufstieg in die II. Division West 1950, bestritt er in dieser bis zum Saisonende 1951/52 insgesamt 34 Punktspiele, in denen er sechs Tore erzielte.

### Auswahlmannschaft
Pawlitzki wurde mehrfach in die Gauauswahlmannschaft Schlesien berufen; mit 14 Toren belegt er Platz 2 der Torschützenliste hinter Erwin Helmchen. Im Rahmen des Deutschen Turn- und Sportfestes 1938 in Breslau kam er auch in der integrierten Fußball-Sportveranstaltung als Spieler zum Einsatz, schied mit seiner Mannschaft am 26. Juli nach der 2:8-Niederlage gegen die Gauauswahlmannschaft Ostmark im Viertelfinale aus, wurde jedoch mit acht erzielten Toren Torschützenkönig. Am 5. März 1939 gewann er in Dresden mit der Gauauswahlmannschaft Schlesien das Finale des Gauauswahlwettbewerbs um den Reichsbundpokal mit 2:1 gegen die Gauauswahlmannschaft Bayern.

## Erfolge
- Reichsbundpokal-Sieger 1939 (mit der Gau-Auswahl Schlesiens)
- Westfalenmeister 1950 und Aufstieg in die II. Division West
- Westdeutscher Amateurmeister 1950